# Katiuska, la mujer rusa
Katiuska, la mujer rusa es una opereta en dos actos, en prosa y verso, con música de Pablo Sorozábal y libreto de Emilio González del Castillo (1882–1940) y Manuel Martí Alonso (m. en 1962). Se estrenó el 28 de enero de 1931 en el Teatro Victoria de Barcelona.

## Historia
Es la primera obra lírica de Sorozábal. Aunque a veces Katiuska la mujer rusa aparece mencionada como zarzuela, se considera que es más bien una opereta. Se considera que, bajo ese término, se expresa que es una obra lírica de tono más ligero, pero sin caer en la chabacanería de la revista.
En sus memorias, el maestro Sorozábal especifica todos los problemas y anécdotas sobre la gestación y estreno de esta peculiar obra. Desde un principio, el maestro Sorozábal quería dedicarse al sinfonismo y lo que él denominaba «la música pura», pero aceptó el campo lírico debido al éxito económico de muchos autores. Don Alfonso Peña, hijo del famoso crítico musical Alfonso Peña y Goñi, le puso en contacto con dos escritores teatrales, Emilio González del Castillo (famoso por sus múltiples colaboraciones con el maestro Francisco Alonso) y Manuel Martí Alonso; estos al principio temían a Sorozábal, debido a que se le consideraba como un técnico musical. Tras muchas esperas, pudo ponerse en contacto con los autores y demostrarle sus bosquejos e ideas, cosa que impresionó a los libretistas, quienes se pusieron a trabajar rápidamente.
El título iba a ser Katiuska, sin más, pero dado que ya había sido registrado por algún autor, el título acabó siendo Katiuska, la mujer rusa; luego, por motivos políticos, fue primero la Rusia roja y después de la guerra civil quedó como Katiuska a secas.
Inicialmente, Katiuska se iba a estrenar en 1930, pero se demoró dado el éxito que estaba teniendo El cantar del arriero. Antes del estreno, el gerente de la casa de discos Columbia-Regal, Juan Inurrieta, ofreció la posibilidad de grabar los números musicales durante el estreno, a lo que aceptaron. Dichas grabaciones fueron recuperadas por la casa Blue Moon en un CD con todos los números completos.
Se estrenó el 28 de enero de 1931. Aunque la música gustó, el libreto no. Tras el estreno prometieron quedar al día siguiente para comentar las posibles soluciones. A la mañana siguiente, durante el desayuno, Sorozábal escuchó el comentario de un limpiabotas sobre el estreno, dándole la pista sobre lo flojo del segundo acto; al exponerle el problema a González del Castillo, decidieron rehacer el segundo acto completamente; ello provocó que a los diez días se estrenase con un nuevo segundo acto, con lo que se obtuvo un gran éxito. Los temas de Katiuska, especialmente la romanza de barítono «La mujer rusa», el dúo de soprano y barítono «Somos dos barcas», o el foxtrot «A París me voy», se hicieron muy populares.
La música del aria de Pedro del primer acto "La mujer rusa" se basa en la canción rusa del siglo XIX Korobeiniki (Los buhoneros).

## Personajes
| Personaje                                                                                          | Tesitura                       | Reparto del estreno (28 de enero de 1931) |
| -------------------------------------------------------------------------------------------------- | ------------------------------ | ----------------------------------------- |
| Katiuska, «superviviente de la familia imperial rusa, enamorada de Pedro Stakof»                   | soprano                        | Gloria Alcaraz                            |
| Olga, «coqueta novia de Boni»                                                                      | tiple cómica                   | Amparo Albiach                            |
| Pedro Stakof, «comisario del Soviet, enamorado de Katiuska»                                        | barítono                       | Marcos Redondo                            |
| Príncipe Sergio                                                                                    | tenor                          | Manuel Cortés                             |
| Coronel Bruno Brunovich, «del ejército zarista»                                                    | bajo                           | Ángel de León                             |
| Boni, «antiguo asistente del coronel y novio de Olga»                                              | tenor cómico                   | José Acuaviva                             |
| Amadeo Pich, «viajante de medias de ‘La Corona Imperial’ de Tarrasa, que intenta cobrar una deuda» | actor cantante                 | Isidoro Casado Palacios                   |
| Tatiana, «tía de Boni» Princesa de Colombia                                                        | tiple cómica / actriz cantante | Amelia Font                               |

## Argumento
La trama se desarrolla en la Revolución rusa, presentando a los comunistas y a los partidarios zaristas. Todo ello aliñado con historia de amor. Un comisario del pueblo, Pedro Stakof, se siente dividido entre su amor por Katiuska, de la familia imperial rusa, y sus deberes como bolchevique.

### Acto I
En una posada situada en la frontera de Rumanía, camino de Kiev, pasa un grupo de campesinos ucranianos camino del exilio. El joven posadero llamado Boni y su tía Tatiana atienden la posada. En la misma noche, llega de incógnito Pedro, comisario del Sóviet, que llega a la posada para cenar. Tras que Pedro termine de cenar y se marche. Boni, se queda asolas con su novia, Olga. La novia del posadero es una mujer joven, hermosa y muy coqueta. Llega a la posada el Coronel Bruno brunovich, un viejo cosaco que trata de cortejar a la joven. Este vive en la posada puesto que Boni fue su asistente, por lo que le tiene respeto. A ellos se le une Amadeo Pich, un vendedor de media, que tiene la misión de saldar el impago del Coronel a su empresa, La Corona Imperial. En escena aparece el Príncipe Sergio, que trae consigo a Katiuska. El príncipe tiene que seguir su huida, pero confía el cuidado de la mujer rusa a Boni y al Coronel, por supuesto con un pago a cambio de los servicios. Sin embargo, el Coronel solo piensa en huir con el dinero del príncipe a París. Pronto irrumpen un grupo de soldados del Ejército Rojo y se encuentra a Katiuska. Pero Pedro, valiente y feroz, se enfrenta a ellos y los echa de su local. Tras este suceso, más tarde, aparece el pueblo para capturar a Pedro, porque saben que este es comisario del Sóviet. Pero Katiuska consigue ocultarle en su habitación. Poco después el comisario escapa y la mujer rusa confiesa su amor por el bolchevique.

### Acto II
Seguimos en el mismo escenario; es de noche y llegan noticias de trifulca entre los campesinos y los soldados de la Revolución. Tras el cómico enfrentamiento entre Boni y el Coronel Bruno, aparece Pedro con sus soldados. Consigo traen prisionero al Príncipe Sergio. Es entonces cuando Katiuska confiesa su amor por Pedro, y después, le pide que libere al Príncipe. Sin embargo, el comisario antepone su deber al amor. Cuando Pedro sale con sus soldador, Olga, Pich y el Coronel continúan organizando la fuga a París. A eso, vuelve a entrar Pedro con algunos prisionero aristócratas. El Príncipe señala que Katiuska Isanowa es la única descendiente del Zar. A pesar de las evidencias que presentan, el comisario se niega a creerlo. El Príncipe le cuenta que Katiuska fue criada por su abuela en el campo al margen de todo y desconoce toda la historia. Al oír esto, la voluntad de Pedro cede y decide liberarles a todos dándoles un salvoconducto para escapar a costa de su propia vida. Katiuska se niega a abandonar a su amado, lo que provoca un enfrentamiento entre el Príncipe Sergio y el comisario. Pero a pesar de las adversidades, Katiuska decide quedarse con Pedro en la nueva Rusia bolchevique.

## Números musicales

### Acto primero
- Introducción y coro: «Todo es camino»
- Romanza de Pedro: «Calor de nido, paz del hogar»
- Terceto de Boni, Olga y Bruno — marcha: «Los kosakos de Kazán»
- Presentación del príncipe, romanza y concertante: «Es delicada flor»
- Romanza de Katiuska: «Vivía sola»
- Escena y romanza de Pedro: «La mujer rusa»
- Concertante y final del acto I: «El reloj las diez ya dio».

### Acto segundo
- Preludio (orquesta)
- Canción ucraniana — Olga y coro: «Ucraniano de mi amor»
- Romanza de Katiuska: «Noche hermosa»
- Cuarteto cómico de Boni, Tatiana, Olga y Bruno — vals: «Rusita, rusa divina»
- Dúo de Katiuska y Pedro: «Somos dos barcas»
- Terceto cómico de Amadeo, Bruno y Olga — fox-trot: «A París me voy»
- Concertante y final: «Esta mujer tuya nunca ha de ser».

Nota: uno de los números quitados de la partitura fue «El canto a la tierra», el cual está recogido en el CD con las grabaciones completas de Katiuska, editado por la casa Blue Moon.